# Wim van der Voort
Wim van der Voort (n. 24 martie 1923, 's-Gravenzande⁠(d), Olanda de Sud, Țările de Jos – d. 23 octombrie 2016, Delft, Țările de Jos) a fost un patinator de viteză ce a reprezentat Țările de Jos, medaliat olimpic. A participat la o ediție a Jocurilor Olimpice (1952) în care a câștigat o medalie de argint.

## Participări
Lista de mai jos prezintă principalele competiții la care a participat Wim van der Voort de-a lungul carierei.
- Hurtigløp på skøyter under Vinter-OL 1952 – 1500 meter herrer[*]